# Rothechtaid Rotha
Rothechtaid Rotha, figlio di Róán, figlio di Failbe, figlio di Cas Cétchaingnech, figlio di Faildergdóit (... – ...), è stato, secondo la tradizione storica e le leggende medievali irlandesi, un sovrano del regno dei Gailenga (midland orientali) che divenne re supremo d'Irlanda dopo aver sconfitto e ucciso in battaglia ad Alind il suo predecessore, Sírna Sáeglach.
Fu il primo sovrano irlandese a usare una quadriga, fatta per la sua regina. Regnò per sette anni, dopodiché fu ucciso da un fulmine a Dunseverick (contea di Antrim). Gli succedette il figlio Elim Olfínechta. Il Lebor Gabála Érenn sincronizza il suo regno con quello di Fraorte dei Medi (665-633 a.C.). Goffredo Keating data il suo regno dal 794 al 787 a.C., gli Annali dei Quattro Maestri dal 1031 al 1024 a.C..